# Колотиловка (река)
Колотиловка — река в России, протекает по Новосокольническому и Великолукскому районам Псковской области. Течёт на северо-восток до пересечения с железной дорогой Насва-Новосокольники, затем на юго-восток. Устье реки находится у деревни Тулубьево Горицкой волости в 31 км по правому берегу реки Насва. Длина реки составляет 19 км.
В Новосокольническом районе река сначала протекает по территории Горожанской волости, затем по территории Насвинской волости. В Насвинской волости по берегам реки стоят деревни Кушково, Погостище, Шейкино, Скрипки, Колоницы, Никитино, Заболотье. Устье реки находится на территории Горицкой волости Великолукского района

## Данные водного реестра
По данным государственного водного реестра России относится к Балтийскому бассейновому округу, водохозяйственный участок реки — Ловать и Пола, речной подбассейн реки — Волхов. Относится к речному бассейну реки Нева (включая бассейны рек Онежского и Ладожского озера).
Код объекта в государственном водном реестре — 01040200312102000022844.